# 杰德·凯里
杰德·凯里（英語：Jade Ashtyn Carey，2000年5月27日—），生于亚利桑那州菲尼克斯，美国女子竞技体操运动员，曾在2020年夏季奧林匹克運動會體操女子自由體操比賽中以14.366分获得金牌。